# American Broadcasting Company
American Broadcasting Company (forkortet ABC) driver fjernsyns- og radionetværker i USA og vises også på kabel-tv i Canada. Stiftet i 1943 af det tidligere NBC Blue radio network er ABC nu ejet af Walt Disney Company og er en del af Disney-ABC Television Group. Stationens første fjernsynsudsendelse var i 1948. Firmaets hovedkvarter ligger i New York, mens programafdelingerne ligger i Burbank, Californien i nærheden af Walt Disney Studios og Walt Disney Company hovedkvarterer. ABC er et af de mest succesfulde netværker siden 2006.
På ABC vises blandt andet adskillige succesfulde tv-serier som Desperate Housewives, Lost, Boston Legal samt reality-serien Extreme Makeover.